# Associação Académica do Mindelo
Maillots
L'Académica de Mindelo (ou Akadémika en créole cap-verdien et Académica ou Akadémika en Créole de São Vicente) est un club cap-verdien de football basé à Mindelo sur l'île de São Vicente.
Le club a aussi un département basket-ball, volley-ball et athlétisme. 
Il partage son stade avec d'autres clubs de D1 de São Vicente, comme GD Amarantes, Castilho, le Derby FC et le CS Mindelense.

## Palmarès
- Championnat du Cap-Vert de football (4) dont 2 après l'Indépendance
  - Champion en 1953, 1967 et après l'Indépendance 1989 et 2022
  - Finaliste en 1972, 2007 et 2023.
- Coupe du Cap-Vert (1) : 
  - Vainqueur en 2023
- Supercoupe du Cap-Vert (1) : 
  - Vainqueur en 2022/23
  - Finaliste en 2021/22
- Championnat de L'île de São Vicente :
  - Vainqueur en 1987, 1995, 1998, 2004 et 2007.
- Tournoi d'Ouverture de São Vicente :
  - Vainqueur en 2002 et 2007.
- Supercoupe de São Vicente :
  - Vainqueur en 2008.

## Bilan saison par saison

### Competition national
|      | Groupe | Positions | Points | Journées | V | N | D | B.M. | B.P. | Diff. |
| 2004 | 1A     | 1         | 10 pts | 4        | 3 | 1 | 0 | 13   | 2    | +11   |
| 2007 | 1A     | 1         | 13 pts | 5        | 4 | 1 | 0 | 16   | 0    | +16   |

### Competition regional
|         | Groupe | Positions | Points | Journées | V | N | D | B.M. | B.P. | Diff. |
| 2003-04 | 2      | 1         | -      | -        | - | - | - | -    | -    | -     |
| 2006-07 | 2      | 1         | -      | -        | - | - | - | -    | -    | -     |
| 2013-14 | 3      | -         | -      | -        | - | - | - | -    | -    | -     |
| 2014-15 | 2      | 7         | 11 pts | 14       | 3 | 2 | 9 | 11   | 18   | -7    |
| 2015-16 | 2      | 3         | 22 pts | 14       | 5 | 7 | 2 | 15   | 10   | +5    |

## Joueurs
- Toy Adão
- Romy

## Anciens joueurs
- Carlos Alhinho (1963 à 1965)
- Sócrates Oliveira Fonseca
- Ryan Mendes